# 半山亭
半山亭，位于中国江西省九江市从莲花洞登庐山的庐莲小道（好汉坡登山道）中途，民国廿一年（1932年）由林森兴建，供登山的游人歇脚、避雨。两侧门柱上有行书“半山亭”、“民国念一年”、“青芝老人”字样。
1987年，半山亭公布为第一批庐山风景名胜区文物保护单位。